# هوب ستيفينز

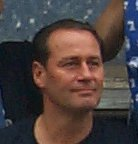
هوب ستيفينز

هوب ستيفينز (بالهولندية: Huub Stevens)‏، من مواليد 29 نوفمبر 1953، لاعب كرة قدم هولندي سابق، ومدرب كرة قدم هولندي حالي.
لعب مع منتخب هولندا لكرة القدم.

## روابط خارجية
- هوب ستيفينز على موقع الاتحاد الأوربي (الإنجليزية)
- هوب ستيفينز على موقع قاعدة بيانات كرة القدم.إي يو (الإنجليزية)
- هوب ستيفينز على موقع بيانات كرة القدم. دي إي (الألمانية)
- هوب ستيفينز على موقع ناشيونال فوتبول تيمز (الإنجليزية)
- هوب ستيفينز على موقع Soccerway.com (الإنجليزية)
- هوب ستيفينز على موقع عالم كرة القدم.نت (الإنجليزية)
- هوب ستيفينز على موقع كووورة